# Fronteira Irão–Paquistão
A fronteira entre o Irão e o Paquistão é uma linha de 909 km de extensão, sentido norte sul, que  separa o terço sul do leste do Irão do oeste do Paquistão. No norte se inicia na fronteira tripla Irão-Paquistão-Afeganistão e segue para o sul até o litoral no Mar da Arábia (Oceano Índico), separando a província iraniana de Sistão-Baluchistão da província de Baluchistão do Paquistão.
A história dessa fronteira é marcada pelos acontecimentos desde o início do século XIX nos dois países. O Irão foi disputado pelos britânicos e russos até ser dividido entre as duas potências em 1908. Obteve sua independência em 1921. O Paquistão fez parte das posses britânicas da [´[Índia]] desde 1857. Com os conflitos entre hisduístas e muçulmanos em 1947, após a independência da Índia, o Paquistão passou a existir como nação independente.